# マッサジル
マッサジルは、かつてSMA NEET Projectで活動していたお笑いコンビ。1994年結成。2000年に一度解散し2002年に再結成するも、2011年8月に再解散。当初はまさまさきのりというコンビ名で札幌吉本に所属していた。

## メンバー
- 長谷川 雅紀（はせがわ まさのり、1971年7月30日 -（54歳） ）
  - ボケ担当。血液型O型。
  - 松屋のシフトリーダーをしており[1]、週5日の深夜勤務を10年程続けている[2]。
  - 解散後はピン芸人「のりのりまさのり」として活動後、元「桜前線」の渡辺隆とコンビ「錦鯉」を結成。
- 久保田 昌樹（くぼた まさき、1971年10月9日 - 2018年8月9日（46歳没））
  - ツッコミ担当。血液型AB型。北海道造形デザイン専門学校卒業。
  - 笑笑の店長代行をしていた[3]。
  - 2度目の解散後は芸能界を引退。引退から7年後の2018年8月9日に46歳で死去[4]。死因は公表されていないが、桐野安生によると病気で入院をしていたという。
  - 生前の写真や映像がテレビで使われる際には、顔にぼかしはかかっていない。

## 概要
共に北海道札幌市出身。北海道北広島西高等学校の同級生。札幌吉本1期生で、「まさまさきのり」のコンビ名で1994年8月の「吉本特選空飛ぶイクラSPECIAL」にて初舞台。同年の4月にデビューしたタカアンドトシとはほぼ同期にあたる。
2000年に一度解散。2001年に長谷川がピン芸人として爆笑オンエアバトル札幌大会に出場するも、6位でオンエアには至らなかった（同じく収録に参加していたタカアンドトシはオンエアを勝ち取った）。
その後、久保田からの誘いで2002年に再結成し、「ゼロからのスタートだから東京でやろう」という久保田の発案により東京進出を決定。2人とも既に30歳を過ぎていた。当初は事務所と相談して東京吉本に移籍するか、もしくは別の事務所を紹介してくれるという話だったが、久保田が「全部自分で決めたい」という意志が固く、上京後はフリーで2年ほど活動した。その際に「マッサジル」に改名。由来は2人の本名の「まさ」に「汁」（笑いのエキスを届ける）を繋げたもの。2005年に当時立ち上がったばかりだったSMA NEET Projectへ移籍。
2008年、爆笑オンエアバトルにマッサジルとして出演し、念願の初オンエアを果たす。また、ワッチミー!TVに出演した際に「今一番面白い芸人」とマリエに絶賛された。以降もおもしろ荘に2回出演するなど一時期は上り調子だったが、久保田が体調を崩して帰郷することになり、2011年8月27日のライブ「ハリウッドNIGHTフロムヘル」にて再解散を発表。久保田は芸能界を引退し、長谷川は2012年に元「桜前線」の渡辺隆とコンビ「錦鯉」を結成。
2018年8月、久保田が死去（46歳没）。死因は明かされていないが、後に病を患い入院していた事が明かされている。

## 芸風
- 主なネタにロックミュージシャンを題材としたものがある。曲にいく前にメッセージを付けてから歌い出すというもので、久保田が振りネタを出した後に（歌い出す前に長谷川が止める）、長谷川が適当な歌ネタでボケるというパターンである。
- ネタ衣装として作業服を着ているため、つかみに長谷川が「○○（漫才を行う会場）の空調のメンテナンスにやって来ました」と言うことがあった。この衣装の発案者はハリウッドザコシショウ。
- 長谷川の一部の一発ギャグや自己紹介のダンスなどは、その後組んだコンビ「錦鯉」でも引き継がれている。

## 賞レース成績
M-1グランプリ
| 年度             | 結果      | エントリー No. | 会場                            | 日程           |
| ---------------- | --------- | -------------- | ------------------------------- | -------------- |
| 2004年（第4回）  | 1回戦敗退 | 1783           | 東京 パナソニックセンター       | 10月15日（金） |
| 2006年（第6回）  | 2回戦進出 | 1513           | 東京 ラフォーレ原宿             | 11月5日（日）  |
| 2007年（第7回）  | 3回戦進出 | 2750           | 東京 ルミネtheよしもと          | 11月24日（土） |
| 2008年（第8回）  | 2回戦進出 | 1108           | 東京 ラフォーレミュージアム原宿 | 11月3日（月）  |
| 2009年（第9回）  | 2回戦進出 | 936            | 東京 ラフォーレミュージアム原宿 | 11月3日（火）  |
| 2010年（第10回） | 3回戦進出 | 716            | 東京 ルミネtheよしもと          | 11月23日（火） |

## 出演番組

### テレビ
- わらいのじかん（テレビ朝日）
  - 「まさまさきのり」時代に「若手芸人芸名暗記バトル」のコーナーに札幌吉本代表として出演。「犬になる」というネタを披露したが、ゲストとして出演してた浜田雅功に執拗に絡んだらボコボコにされてしまう。尚後日談としてトシによると、本番終了後、当時ダウンタウンのマネージャーを勤めてた岡本昭彦に物凄い形相で睨まれてたという[14]。
- 情報ワイド 夕方Don!Don!（北海道テレビ）- 長谷川がピン芸人時代の2001-2002年頃に「ハセガワフライデー」「フライデー珍道中」のコーナーを担当[15]。
- 爆走☆130R（北海道文化放送）- 長谷川がピン時代に出演。
- 激突!ニシン商店街（北海道文化放送）- 長谷川がピン時代に出演。
- 爆笑オンエアバトル（NHK総合） 戦績2勝1敗 最高405KB
  - 長谷川はコンビが一度解散してからピン芸人時代に一度だけ、札幌収録に挑戦している。結果は385KBで6位オフエアだった。
- お笑い図鑑 ハマヌキ（テレビ神奈川）
- ぐるぐるナインティナイン（日本テレビ）- 「おもしろ荘へいらっしゃい!」
- 21世紀エジソン（TBSテレビ）
- ワッチミー!TV×TV（BSフジ）
- イツザイS（テレビ東京）- 2010年6月20日深夜「インディーズ芸人オーディション」
- めちゃ×2イケてるッ!（フジテレビ） - 2010年10月9日、「新メンバーオーディション」で二次審査まで残る。
- 帰省なう（HTB、2011年11月10日 11月17日）長谷川のみ

### ラジオ
- 火曜JUNK2 タカアンドトシのケチャケチャラジオ（TBSラジオ）